# Wilson (film)
Wilson är en amerikansk biografisk dramafilm från 1944 i regi av Henry King, med Charles Coburn, Alexander Knox, Geraldine Fitzgerald och Thomas Mitchell i rollerna. Filmen är en biografisk film över den amerikanska presidenten Woodrow Wilson. Wilsons dotter Eleanor Wilson McAdoo var en informell rådgivare till filmen.

## Handling
Den amerikanska presidenten Woodrow Wilson (Alexander Knox) blir efter första världskriget besatt av att skapa Nationernas Förbund.

## Rollista
| Alexander Knox       | – Woodrow Wilson            |
| Charles Coburn       | – Professor Henry Holmes    |
| Geraldine Fitzgerald | – Edith Bolling Galt        |
| Thomas Mitchell      | – Joseph Tumulty            |
| Cedric Hardwicke     | – Senator Henry Cabot Lodge |
| Vincent Price        | – William Gibbs McAdoo      |
| William Eythe        | – George Felton             |
| Mary Anderson        | – Eleanor Wilson            |
| Ruth Ford            | – Margaret Wilson           |
| Sidney Blackmer      | – Josephus Daniels          |
| Stanley Ridges       | – Dr. Cary Grayson          |
| Eddie Foy Jr.        | – Eddie Foy                 |
| Charles Halton       | – Edward M. House           |

## Publikmottagande
Trots ett bra kritiskt mottagande, blev filmen en flopp. Den förlorade den rekordstora summan $2,2 miljoner dollar.

## Utmärkelser

### Vinster
- Oscar: Bästa scenografi - färg (Wiard Ihnen och Thomas Little), Bästa foto - färg (Leon Shamroy), Bästa klippning (Barbara McLean), Bästa ljud (Edmund H. Hansen), Bästa originalmanus (Lamar Trotti)

### Nomineringar
- Oscar: Bästa manliga huvudroll (Alexander Knox), Bästa regissör (Henry King), Bästa specialeffekter (Fred Sersen och Roger Heman Sr.), Bästa musik - drama eller komedi (Alfred Newman), Bästa film